# Cilindro de Barton
El Cilindro de Barton es un sello cilíndrico mesopotámico formado en arcilla en el que está escrito un mito de la creación en sumerio fechado hacia finales del III milenio a. C. Actualmente se encuentra en el museo de arqueología y antropología de la universidad de Pensilvania. Joan Goodrick Westenholz lo dató en torno al año 2400 a. C. Fue encontrado en las ruinas de Nippur en 1889 por investigadores de dicha universidad, y recibe su nombre de George Aaron Barton, primero en publicar una transcripción del mito, en 1918. Otros investigadores, como Samuel Noah Kramer, lo han llamado cilindro de Nippur. Kramer lo fechó hacia el 2500 a. C.

## El mito
La historia escrita en el cilindro comienza narrando una fecha lejana en el área sagrada de Nibru (Nippur), azotada por una tormenta; allí se comunican el cielo y la tierra. Ninhursag, hermana mayor de Enlil, contrae un matrimonio sagrado con Anu, dios del cielo, tocándose así el cielo y la tierra. La primera parte de la historia describe el santuario de Nippur. En la segunda parte alguien, probablemente Enki, hace el amor con Ninhursag y ésta queda embarazada de siete gemelos.